# Campionati europei di 470 2008
I Campionati europei di 470 2008 si sono svolti a Riva del Garda, in Italia, dal 5 al 14 giugno 2008.

## Podi
| Evento        | Oro                                    | Argento                                   | Bronzo                              |
| 470 Open      | Regno Unito Nic Asher Elliot Willis    | Paesi Bassi Sven Coster Kalle Coster      | Israele Gideon Kliger Udi Gal       |
| 470 Femminile | Austria Sylvia Vogl Carolina Flatscher | Svizzera Emmanuelle Rol Anne-Sophie Thilo | Slovenia Vesna Dekleva Klara Maučec |

## Medagliere
| Posiz. | Nazione     | Oro | Argento | Bronzo | Totale |
| ------ | ----------- | --- | ------- | ------ | ------ |
| 1      | Regno Unito | 1   | 0       | 0      | 1      |
| 1      | Austria     | 1   | 0       | 0      | 1      |
| 3      | Svizzera    | 0   | 1       | 0      | 1      |
| 3      | Paesi Bassi | 0   | 1       | 0      | 1      |
| 5      | Israele     | 0   | 0       | 1      | 1      |
| 5      | Slovenia    | 0   | 0       | 1      | 1      |
| Totale | Totale      | 2   | 2       | 2      | 6      |